# تيموزولوميد
تيموزولوميد (بالإنجليزية: Temozolomide)‏ هو دواء يُستعمل في علاج:
- ورم ميلانيني[8][9]
- ورم النجميات العملاقة تحت البطانية العصبية[8]
- ورم نجمي كشمي[9]
- سرطان الدماغ[9]
- ورم أرومي دبقي متعدد الأشكال (منذ 8 نوفمبر 1999)[8]

## معرض صور